# Parafia Świętej Trójcy i św. Jadwigi Śląskiej w Rychnowach
Parafia Świętej Trójcy i świętej Jadwigi Śląskiej w Rychnowach – parafia rzymskokatolicka, znajdująca się w diecezji pelplińskiej, w dekanacie Człuchów.